# Calle del Casino

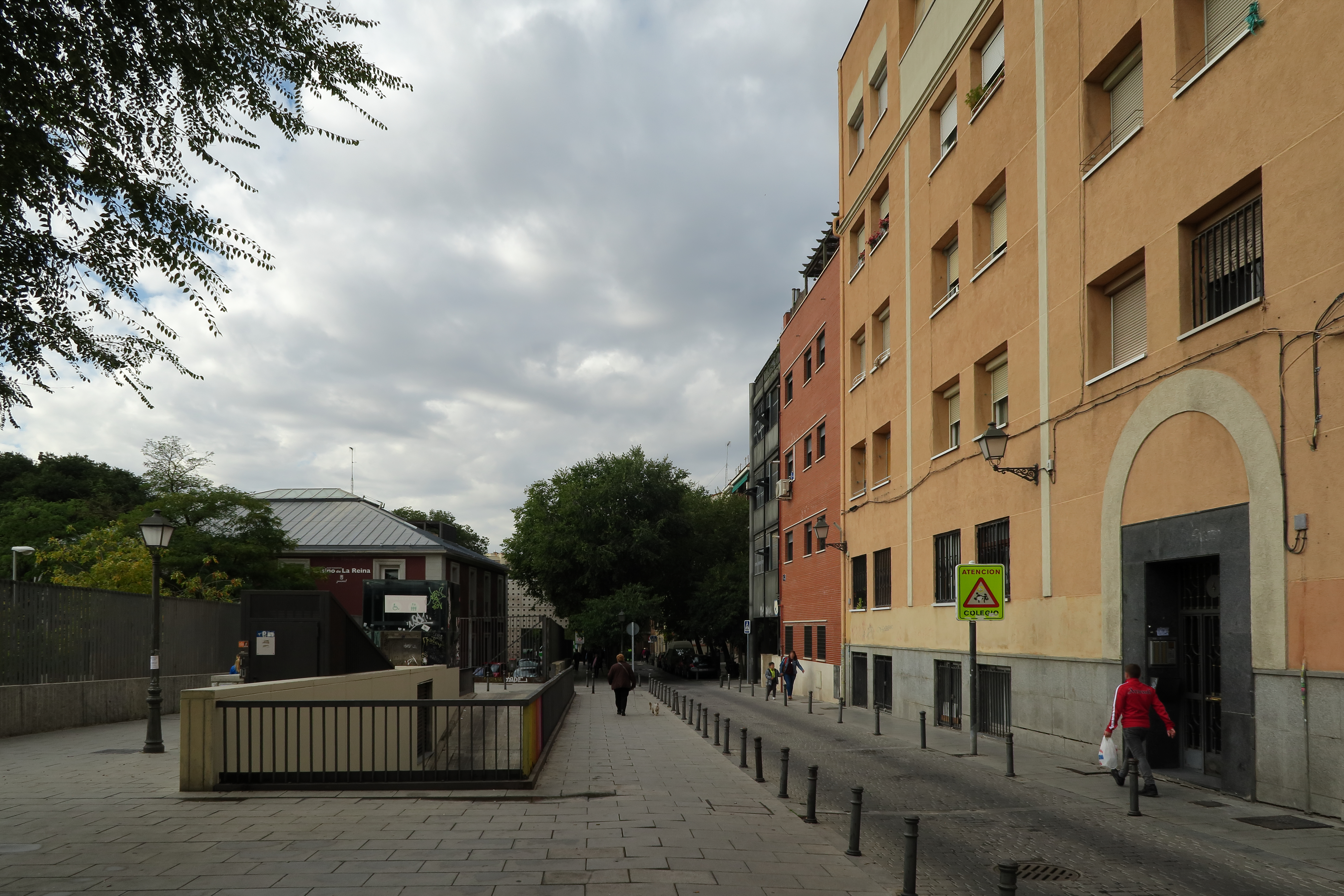
Calle Casino, desde el nº 4 (en 2016)

La calle del Casino es una breve vía pública de la ciudad española de Madrid, situada en el barrio de Embajadores, que desciende como continuación de la calle del Tribulete, desde la de Embajadores, hasta la ribera de Curtidores. Toma su nombre por la finca conocida como Casino de la Reina, regalo del Ayuntamiento de Madrid a Isabel de Braganza, segunda esposa del rey Fernando VII de España en el primer cuarto del siglo XIX, de la que tan solo se conserva una porción de su gran parque.

## Historia
Antes se llamó calle del Sol, y en el plano de Espinosa figura como continuación de la calle del Tribulete. Según la ficha que Hilario Peñasco y Carlos Cambronero dan en su estudio sobre las calles de Madrid, en su origen estos fueron terrenos de los "clérigos teatinos" antes de pasar a manos del Ayuntamiento madrileño en 1816 (y de estas a las de la reina Isabel de Braganza, teniendo en su conjunto un total de "más de 13 fanegas"). Anotan, citando a Mesonero Romanos, otra versión en la que figura como dueño original un legendario "clérigo Bayo", de ahí que en tiempos se conociera el barrio como la Huerta del Bayo o del clérigo Bayo. También aportan el dato de una fuente que se abrió en esta calle con aguas del viaje del Bajo Abroñigal. Ya entrado el siglo XIX, la circunstancia de que la fachada posterior del palacete de la reina diese a esta vía sirvió para nombrarla calle del Casino.